# Луково (Україна)
Луково — село в Білківській громаді Хустського району Закарпатської області України.
Перша згадка на початку 16 століття.
Особливу увагу привертає село Луково на Іршавщині, де колесо історії все ще обертається… Тут майже 200-річний водяний млин і досі зберігся в робочому стані на подвір'ї родини Сенинців. Їхнє господарство — це певного роду музей, куди приходить багато відвідувачів, аби подивитися на унікальну історичну споруду. Цей млин (він розташований поруч із невеличким житловим будинком). Раніше в селі були три млини, два з яких належали церкві, після приходу радянської влади ці споруди передали в колгосп, і люди по черзі ними користувалися. Щоправда, за гроші: за 1 кг перемеленого борошна платили 1 копійку, а на Великдень ціна зростала до 2 копійок. Після розпаду колгоспів занедбали і млини у Лукові. З трьох діючих залишився один — той, що у Сенинців. Щиро кажучи, і він міг зникнути, якби не… луківці. «Якщо нормальна вода — то за півтори години може перемолоти півтора центнера».
Тепер на подвір'ї Сенинців над маленьким потічком красується великий млин — вода жваво обертає колесо, яке рухає всю конструкцію. Млином користується ціле село. Але тепер не так часто, як раніше.

## Храми
Церква св. великомученика Дмитра. 1796.
У XVIII ст. церква в Лукові була філією Імстичівської парохії. У 1748 р. дерев'яна церква була вкрита соломою. У 1797 р. рада намісництва обговорювала питання про закінчення спорудження мурованої церкви, але на кам'яній арці вхідних дверей зберігся напис: «POKУ БОЖА AΨЧS (1796) М.ЮНІЯ ДНЯ Л (30)», отже, луківську церкву будували приблизно в один час із імстичівською та монастирською.
Усі три церкви походять з кінця XVIII ст. і мають ряд спільних конструктивних ознак і гарну художню розробку стін та башт. Усе це ставить ці храми між чудові пам'ятки Закарпаття в стилі бароко. Вхід церкви оздоблював гарний бароковий рельєф з кам'яною плитою, на якій було написано прізвища фундаторів церкви.
На жаль, під час одного з останніх ремонтів до західного фасаду прибудували закритий коридор і зруйнували барокове обрамлення. Розповідають, що попередня дерев'яна церква стояла поряд, а коли кам'яна вже була готова, то ніхто не насмілювався перенести до неї престол, бо казали, що хто це зробить, — помре. Проблему вирішили так, що запросили старого священика з сусіднього села, який узяв на себе перенесення.
Усередині церква дуже затишна. Іконостас уже новий, роботи місцевого різьбяра Івана Ляха, але ікони старі. Напис на звороті намісної ікони Ісуса Христа повідомляє, що храм оновлювався за єпископа П. Ґебея (тобто в кінці 1920-х років). Священиком тоді був Іван Лендєл, кураторами — Василь Лях, Василь Фанта, Штефан Фанта, Федор Зейкан, церківником — Іван Лях. Розписи в храмі робив Іван Андрішко у 1958 р. Останнє малювання інтер'єра здійснив у кінці 1970-х років художник Іван Фанта.
У вежі написано дату — 1834, що, можливо, свідчить про час одного з ремонтів. У останні роки XIX ст. дубові шинґли на дахах замінили цинковою бляхою.
Біля церкви стоїть проста каркасна дерев'яна дзвіниця з трьома дзвонами. Найбільший дзвін має напис по-угорськи та по-українськи — «ВОЙНОВА ПАМНЯТЬ 1914—1918». Менший дзвін відлив Арношт Дьєполд у Празі в 1921 р. для православної громади, а найменший — виріб ужгородської фірми «Акорд» з 1927 р. Церкву оточує мальовничий кам'яний мур з чотирма проходами.

## Присілки
Задньоє
Задон - колишнє село в Україні, в Закарпатській області. 
Обєднане з селом Луково
Згадки:  1530: Zadon

## Назва
У 1995 р. назву села Лукове було змінено на одну літеру.

## Населення
Згідно з переписом УРСР 1989 року чисельність наявного населення села становила 1493 особи, з яких 732 чоловіки та 761 жінка.
За переписом населення України 2001 року в селі мешкало 1558 осіб.

### Мова
Розподіл населення за рідною мовою за даними перепису 2001 року:
| Мова       | Відсоток |
| ---------- | -------- |
| українська | 98,72 %  |
| російська  | 1,16 %   |
| білоруська | 0,06 %   |

## Туристичні місця
- храм св. великомученика Дмитра. 1796.
- Боржавська вузькоколійна залізниця
-  200-річний водяний млин